# Kiautschou
1898 – 7 novembre 1914
La concession de Kiautschou (en chinois simplifié : 胶州 ; chinois traditionnel : 膠州 ; pinyin : Jiāozhōu ; EFEO : Kiao-tchéou - en pratique : Kiaou-Tchéou ou Kiao-Tchéou - est un comptoir de l'empire colonial allemand loué à l'empereur de Chine. Il est situé dans le sud de la péninsule du Shandong, au nord-est de l'actuelle Chine. Sa ville principale était Qingdao (translittéré Tsingtau en allemand, Tsing-Tao ou Tsingtao en français à l'époque, EFEO : Ts'ing-tao). 

## Géographie
Le comptoir comprend à l'époque la baie de Jiaozhou (de 38 km de largeur au maximum), donnant sur la mer Jaune et les deux péninsules fermant la baie, ce qui représente un territoire de 552 km2. Il y a aussi vingt-cinq petites îles, dont les deux principales (Yintau au nord et Huangtau au sud) font aujourd'hui partie de la terre ferme. Le territoire est formé de deux péninsules : celle du nord-est avec Tsingtau s'étend sur 462 km2 ; celle du sud, peu fertile et sans intérêt particulier pour la concession, Hahsi, de 47 km2. L'ouverture de la baie donnant sur la mer Jaune s'étend sur une largeur de trois kilomètres. La montagne de Lauschan (le mont Lao) s'élève à l'est à environ 1 000 m de  hauteur, entourée d'un beau paysage sauvage et de bosquets de bambous.
Le vice-amiral Otto von Diederichs obtient le terrain, après la prise de la baie, sur lequel est aussitôt édifiée la future ville de Tsingtau, signifiant « île verte », à la pointe sud-ouest de la péninsule orientale. Un quartier européen est édifié dans le style néogermanique de l'époque wilhelminienne, tandis que le quartier chinois, au nord, est construit selon les critères locaux, mais aussi les normes allemandes. Aussitôt, le port (au nord-ouest de la péninsule) est construit avec ses quais et un chantier naval, ainsi que plus tard une église luthérienne, une gare, une école supérieure militaire, des casernes, un hôpital militaire et des dispensaires civils, un tribunal, plusieurs écoles, une poste, une filiale de la Deutsch-Asiatische Bank, diverses usines, dont une usine d'électricité, et le bâtiment le plus représentatif, celui du palais du gouverneur.
La concession regroupait une centaine de villages et hameaux chinois, avec une population totale de plus de 100 000 habitants. À Tsingtau en 1907 on recensait 31 500 Chinois, 1 184 Blancs et 200 Japonais ; en 1913, plus de 50 000 Chinois et 2 000 Blancs.
L'arrière-pays (ou Hinterland) consistait en une zone neutre de 50 km autour de la baie, où les troupes allemandes avaient le droit de s'exercer, et où les Chinois devaient obtenir l'autorisation des Allemands pour disposer de la zone. Le mont Lao se trouve à l'est de la zone.
Les Allemands construisent la voie de chemin de fer, le Schantung-Bahn, qui relie Qingdao à la ville de Jinan (translittéré Tsinan à cette époque).

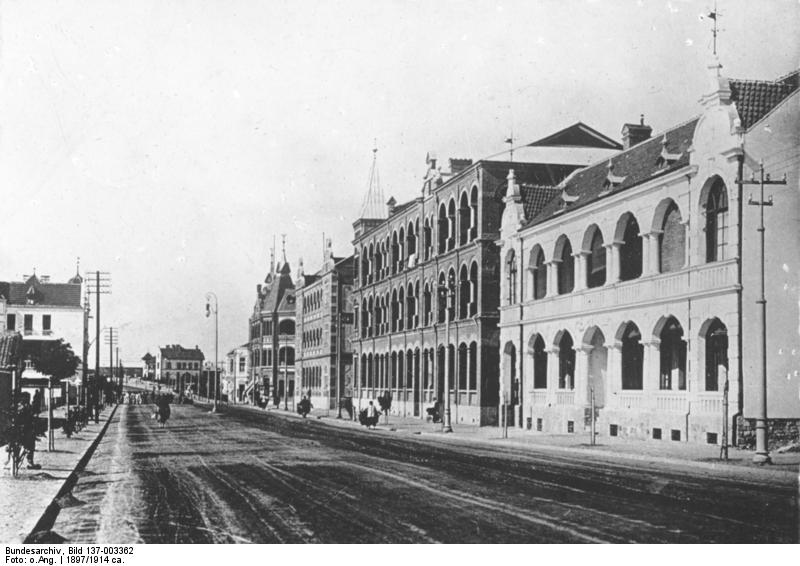
La rue du prince Heinrich (Prinz-Heinrich-Straße), dénommée d'après le prince Henri de Prusse (1862-1929), vice-amiral de la Flotte impériale d'Extrême-Orient.
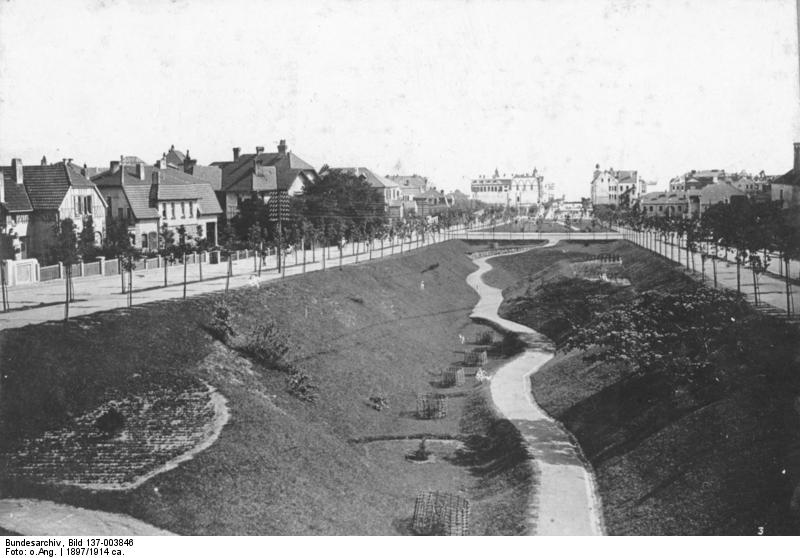
Vue de la rue Albert (Albertstraße).
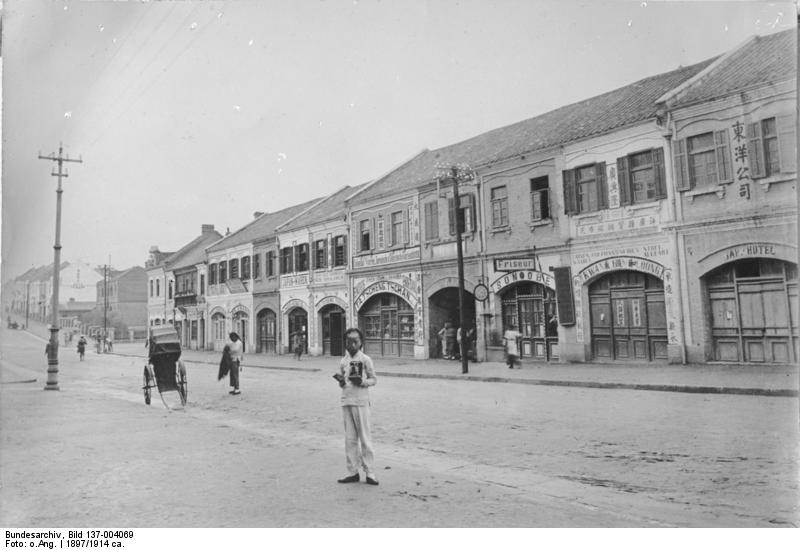
Vue de la rue du marché (Marktstraße) dans le quartier chinois.
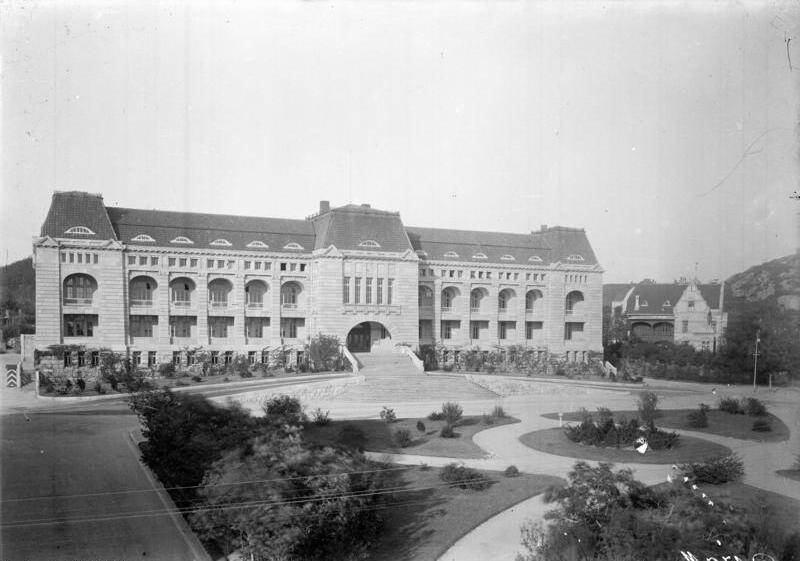
Vue du palais du gouverneur.
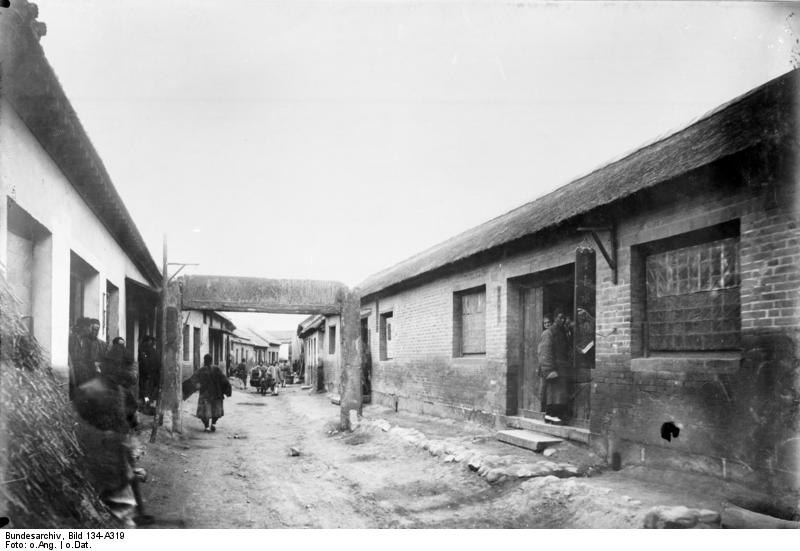
Scène de rue dans le quartier chinois.
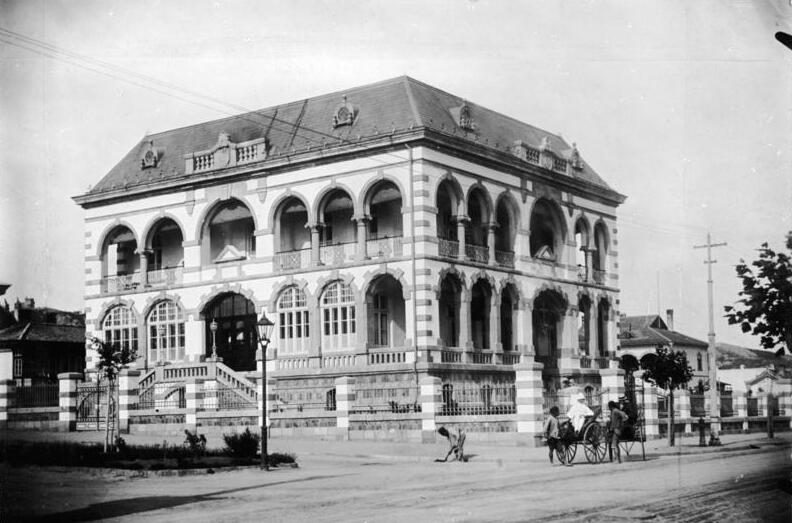
Filiale de la Deutsch-Asiatische Bank à Tsingtau.
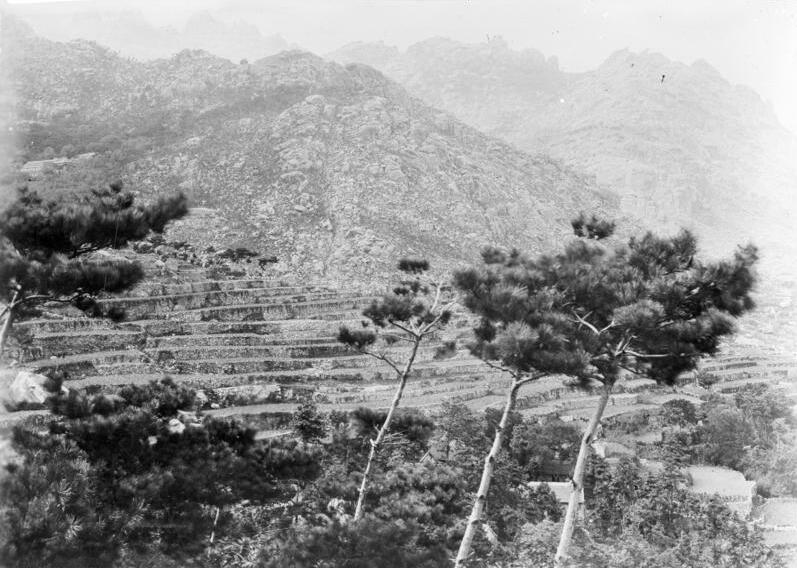
Paysage de montagnes au-dessus du monastère Hoa.
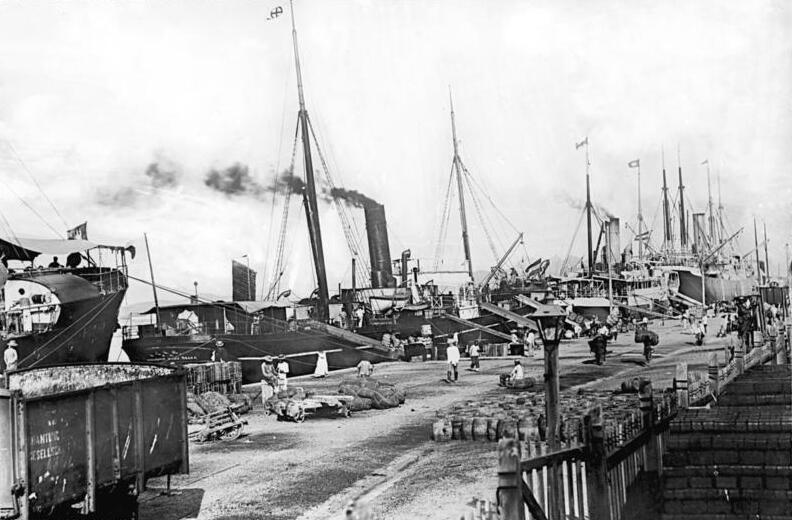
Vue des quais du port.

### Climat
Le climat est typique de la région, soumise à la mousson. L'hiver est court et relativement clément, mais avec des vents froids du nord-ouest et des tempêtes de sable soudaines qui peuvent durer plusieurs jours d'affilée. Le printemps est agréable et l'été plutôt pluvieux et chaud, avec des températures moyennes de 25 à 28 °C. L'automne est une saison fort agréable, le mois d'octobre étant le mois le plus avenant.

### Faune et flore

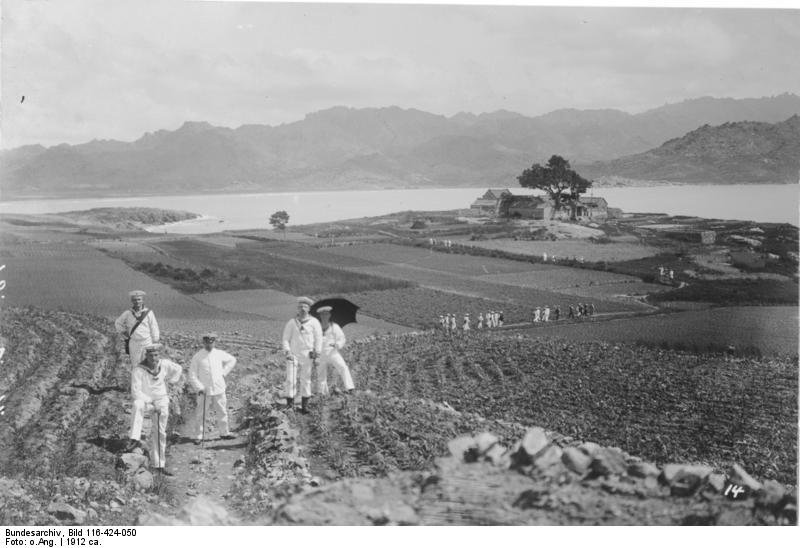
Marins de la Kaiserliche Marine en promenade aux environs de la ville.

La flore est représentée par des pins, des saules, peupliers, cyprès, chênes, poivriers, et aubépines. La concession y fait cultiver des pommiers, poiriers, abricotiers, pêchers, pruniers, cerisiers, dattiers, chataigniers, noyers, et même de la vigne, etc. Il est surprenant de constater que le mûrier pour l'élevage du ver à soie, pourtant présent dans d'autres régions de la province du Schantoung, n'est pas cultivé dans la concession.
Un almanach de chasse énumère en 1909 les espèces suivantes que l'on trouve dans la partie sauvage de la concession: sangliers, lièvres, loutres, renards, blaireaux, chats sauvages, martres des pins, perdrix, faisans, colombes, cailles, grives, bécassines, courlis, grues, canards sauvages, oies sauvages, cygnes sauvages, différentes sortes d'aigles et d'oiseaux rapaces, etc.

## Politique

### Organisation de la concession

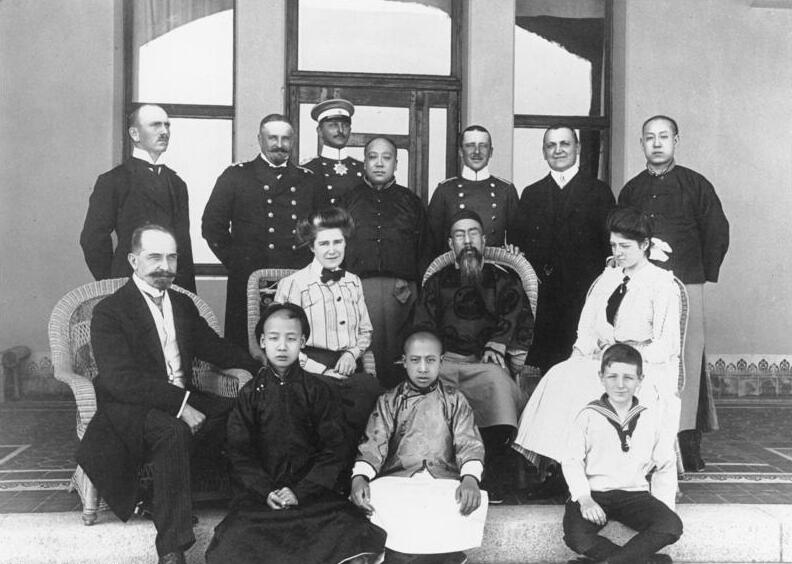
Visite en avril 1910 de Sun Pao-Chi au gouverneur Meyer-Waldeck (debout, 2e à gauche).

Drapeau de la marine impériale, pour les administrations civiles de Kiautschou.

L'organisation de ce territoire (Schutzgebiet), ou comptoir, n'est pas exercée, comme les autres territoires coloniaux de l'Empire, sous l'autorité de l'administration coloniale impériale (Reichskolonialamt), mais par l'administration de la marine impériale, car le port a été fondé en premier lieu pour servir d'escale à l'escadre d'Extrême-Orient (Ostasiengeschwader). Le territoire est donc administré par un gouverneur qui est obligatoirement un officier de la marine impériale et dépend directement du secrétaire d'État à la Marine, c'est-à-dire du grand-amiral von Tirpitz.
Cependant il existe aussi une administration civile à côté de l'administration militaire. La première est dirigée par le chef d'état-major du gouverneur, la seconde par un commissaire civil, dépendant tous les deux du gouverneur. D'autres fonctionnaires importants appartiennent à l'administration du port et, depuis 1900, il existe un juge impérial et un commissaire pour les Affaires chinoises. Un conseil de gouvernement fonctionne comme conseil consultatif, ainsi qu'à partir de 1902, un comité chinois. Les départements des finances, de la construction et de l'aménagement du territoire, et l'hôpital militaire dépendent directement du gouverneur. Les gouverneurs, notamment Oskar von Truppel (1901-1911), mettent en avant la conception de « colonie exemplaire » (Musterkolonie) pour administrer le territoire et en construire les infrastructures. De plus, la colonie sert de vitrine à la flotte allemande, dont les faits sont appuyés et relayés par des organisations telles que la Flottenverein. Sa prospérité économique et culturelle doit rencontrer un écho favorable auprès de la société de la métropole. Vingt-six écoles sont bâties, ainsi qu'un lycée du gouvernorat, dix écoles de missions, une école supérieure technique, et quatre écoles de formation professionnelle. Les Européens sont soumis au droit impérial allemand, tandis que les Chinois sont soumis à un statut d'indigénat.

## Histoire

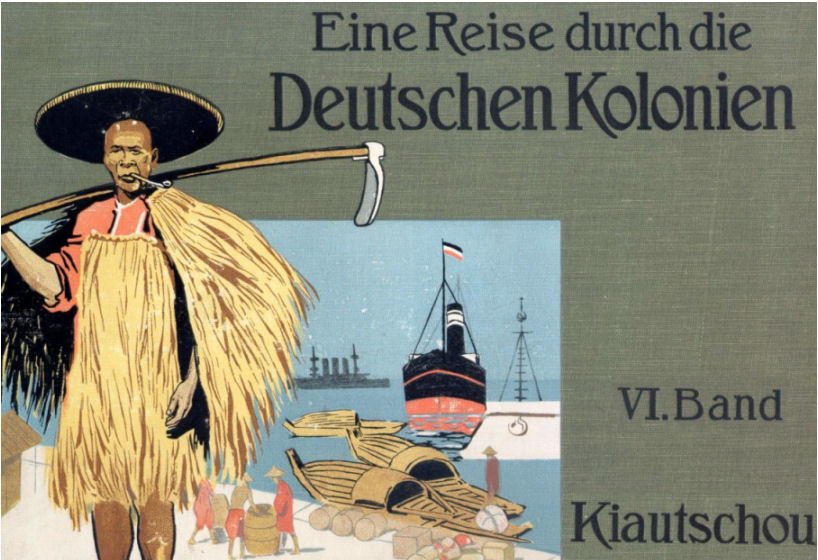
Couverture d'un livre de voyage à Kiautschou.

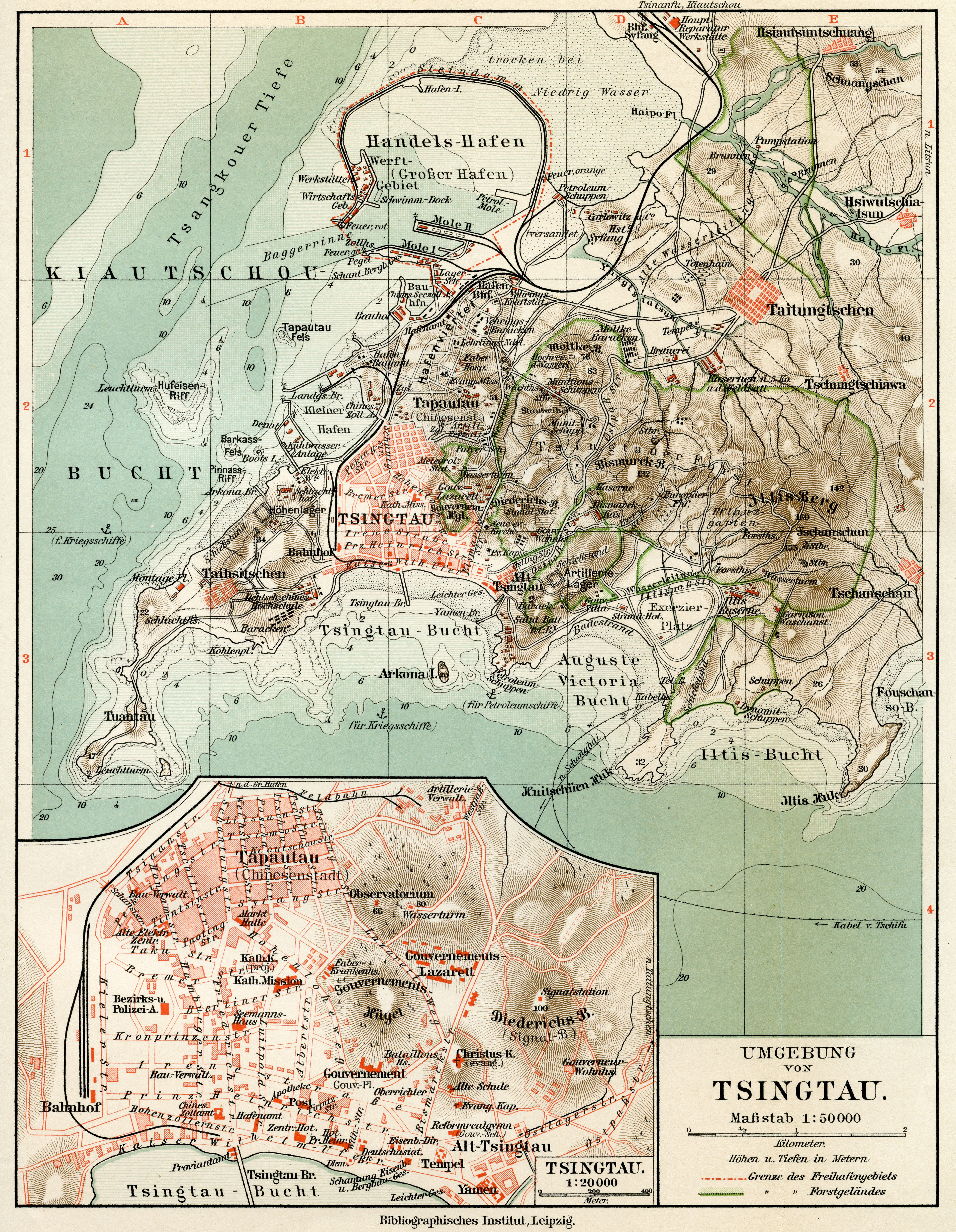
Plan de Tsingtau en 1912.

### Prise de la baie
L'histoire de la seconde partie du XIXe siècle des grandes puissances européennes se déroule dans le contexte d'une concurrence rapide pour l'obtention de nouveaux territoires coloniaux. L'Allemagne se met dans la course avec un certain retard. L'arrivée sur le trône de Guillaume II et sa conception d'une Weltpolitik (« politique mondiale »), avec la construction d'une flotte rivale de celle de la Royal Navy (la flotte allemande est la deuxième du monde en 1914[réf. souhaitée]), et l'utilisation de la « politique de la canonnière » accélère le cours des événements, non seulement en Afrique, mais aussi en Asie, où les puissances surtout britanniques, françaises, mais aussi russes ou hollandaises installent ou consolident leurs possessions.
C'est dans ce contexte que s'explique la fondation de ce « comptoir » allemand. Une expédition prussienne avait déjà visité la baie dans les années 1860 et un traité de commerce entre l'Empire Céleste et la Prusse est signé en 1861. Le baron Ferdinand von Richthofen navigue dans la baie, au cours de son voyage (1868-1871) et décrit l'endroit comme une escale possible pour la flotte de son pays, mais c'est Alfred von Tirpitz, alors chef de l'escadre d'Extrême-Orient, qui concrétise cette ambition. 
Le 1er novembre 1897, deux missionnaires catholiques allemands de la société du Verbe-Divin sont assassinés dans la région, au cours de troubles, et le nouveau chef de l'escadre, le vice-amiral von Diederichs, qui connaissait déjà l'endroit, y arrive le 7 novembre pour défendre la sécurité. Les troupes d'infanterie de marine débarquent le 14 novembre sans résistance de la part des Chinois et des négociations commencent aussitôt afin d'obtenir un territoire. Les Chinois n'ont d'autre choix que d'accepter et ils concèdent un bail de quatre-vingt-dix-neuf ans, le 6 mars 1898, à la marine allemande qui y installe son Escadre d'Extrême-Orient. La baie est placée à partir du 27 avril 1898 « sous protection » allemande (Schutzgebiet) sans y inclure la ville-même de Jiaozhou (Kiautschou). La région est peuplée à l'époque d'environ 83 000 Chinois. C'est le début du gouvernement de Kiautschou, avec une zone neutre de 50 km. Le gouvernement chinois donne aussi la concession de construire deux lignes de chemin de fer, de la future Schandung-Bahn, et d'exploiter les mines de charbon. De même, Port-Edward est concédé à l'Angleterre, ainsi que quelques mois plus tard Port-Arthur à la Russie et Fort-Bayard à la France.

### Liaisons

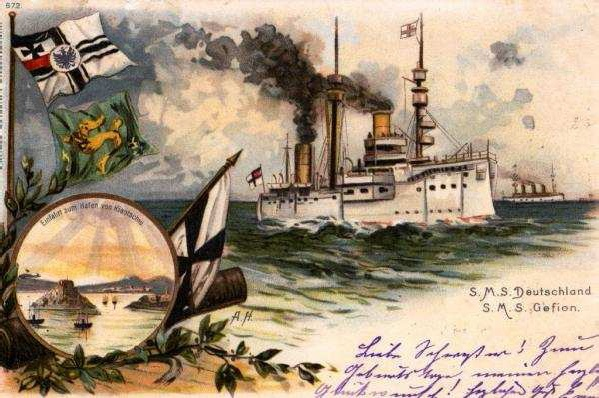
Le et le avec le port de Tsingtau, aujourd'hui Qingdao, sur une carte postale du début du XXe siècle.

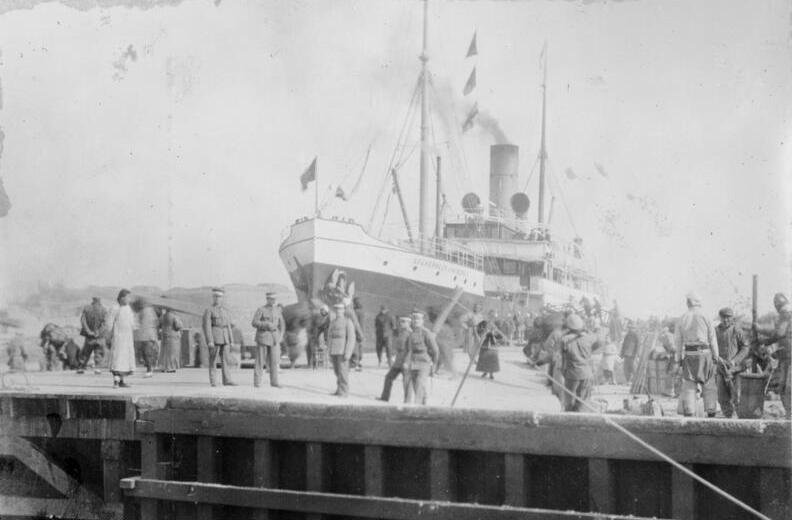
Vue du paquebot Gouverneur Jaeschke dans le port de Tsingtau, vers 1900.

La concession est dotée d'une poste dès 1898. Shanghai est reliée l'année suivante en quatorze jours. Le télégraphe est installé, une gare est construite et Tsingtau est reliée au Transsibérien à partir de 1904, le voyage prenant treize jours, jusqu'en Allemagne.
La fréquentation du port passe en nombre de paquebots et vapeurs en 1900 de 182 navires, à 509 navires en 1909. Le port est directement relié à l'Europe par les paquebots de la Norddeutscher Lloyd et de la HAPAG.
Au fil des années, les investissements s'accroissent, avec la Deutsch-Asiatische Bank notamment, et la perspective de l'immense marché chinois attire les capitaux, mais les espoirs des années 1898-1914 ne sont pas totalement atteints, car la ville s'accroît trop vite, comme un corps sans tête. L'industrie et le commerce suivent trop lentement. Cent millions de marks sont investis, mais ils ne rapportent que 10 %.

### Fin de la concession
L'histoire allemande de la baie de Jiaozhou et de son port de Tsingtau, vieille de seize années, prend fin avec le début de la Première Guerre mondiale et la capitulation allemande, le 7 novembre 1914, devant l'armée impériale japonaise et un contingent britannique, après un siège de plus de deux mois.
Les Allemands, qui appréciaient la bière, construisirent une brasserie pendant leur présence, et, tout naturellement, appelèrent cette bière Tsingtao.
Le traité de Versailles concède ce territoire au Japon, ce qui soulève des protestations de la population en Chine et déclenche, en 1919, le mouvement du 4 mai. Une grande manifestation a lieu place Tian'anmen à Pékin.
Après le départ des Allemands, les Chinois récupérèrent la brasserie, qu'ils développèrent, toujours sous le nom de Tsingtao. C'est probablement la marque de bière chinoise la plus connue que l'on peut retrouver dans le monde entier.

## Gouverneurs
- Carl Rosendahl : 7 mars 1898 - 19 février 1899
- Paul Otto Jäschke : 19 février 1899 - 27 janvier 1901 (mort du typhus)

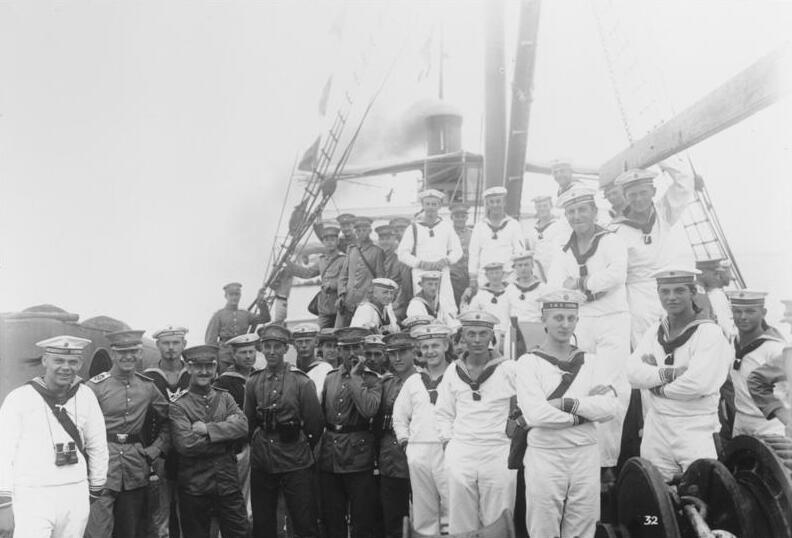
Marins allemands de l'escadre d'Extrême-Orient à Tsingtau vers 1912.

- Max Rollmann (de) : 27 janvier 1901 - 8 juin 1901 (en fonction par intérim)
- Oskar von Truppel : 8 juin 1901 - 19 août 1911
- Alfred Meyer-Waldeck: 19 août 1911 - 7 novembre 1914

## Articles connexes

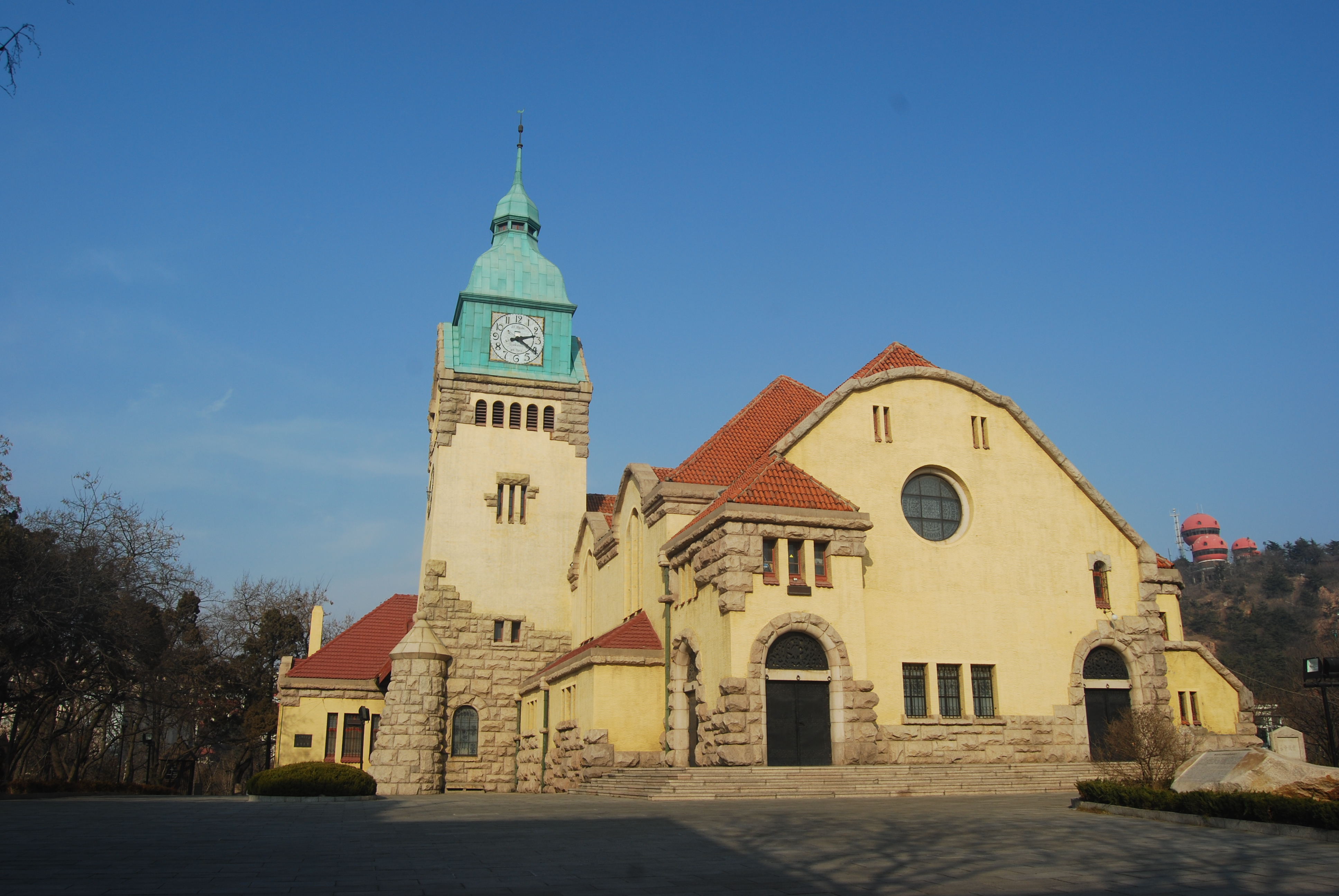
Nouvelle église luthérienne de Tsingtao, qui n'est plus affectée au culte aujourd'hui.

### Ouvrages en allemand
- (de) Karlheinz Graudenz, Die deutschen Kolonien. Geschichte der deutschen Schutzgebiete in Wort, Bild und Karte, Augsbourg, Weltbild Verlag, 1989, 4e éd..
- (de) Horst Gründer, Geschichte der deutschen Kolonien, Paderborn, München, Wien, Schöningh, 2004 (1985).
- (de) Heiko Herold, Deutsche Kolonial-und Wirtschaftspolitik in China 1840 bis 1914 : unter besonderer Berücksichtigung der Marinekolonie Kiautschou, Köln, Ozeanverlag, 2004.
- (de) Mechthild Leuthner (dir.), Musterkolonie Kiautschou: Die Expansion des Deutschen Reiches in China: deutsch-chinesische Beziehungen, Berlin, Akademie Verlag, 1997.
- (de) Klaus Mühlhahn, Herrschaft und Widerstand in der "Musterkolonie" Kiautschou: Interaktionen zwischen China und Deutschland, 1897-1914, München, Oldenbourg, 2000.
- (de) Torsten Warner, Die Planung und Entwicklung der deutschen Stadtgründung Qingdao (Tsingtau) in China - Der Umgang mit dem Fremden, Hamburg, Technische Universität Hamburg-Harburg, thèse de doctorat, 1996.

### Articles en français
- Portrait de Qingdao, colonie allemande de Chine, par Clémence Andréys
- Qingdao, champ d’expérimentation de la politique coloniale allemande, par Clémence Andréys

## Source de la traduction
- (de) Cet article est partiellement ou en totalité issu de l’article de Wikipédia en allemand intitulé « Kiautschou » (voir la liste des auteurs).